# أومار رودبيري
عمر رودبيرق هو ممثل ومغني فنزويلي-سويدي ولد في 12 نوفمبر 1998،قام بدور رئيسي في مسلسل الأمير الشاب.

## روابط خارجية
- أومار رودبيري على موقع IMDb (الإنجليزية)
- أومار رودبيري على موقع روتن توميتوز (الإنجليزية)
- أومار رودبيري على موقع ألو سيني (الفرنسية)
- أومار رودبيري على موقع ميوزك برينز (الإنجليزية)
- أومار رودبيري على موقع أول ميوزيك (الإنجليزية)
- أومار رودبيري على موقع ديسكوغز (الإنجليزية)
- أومار رودبيري على موقع قاعدة بيانات الفيلم (الإنجليزية)